# Adam van Lintz

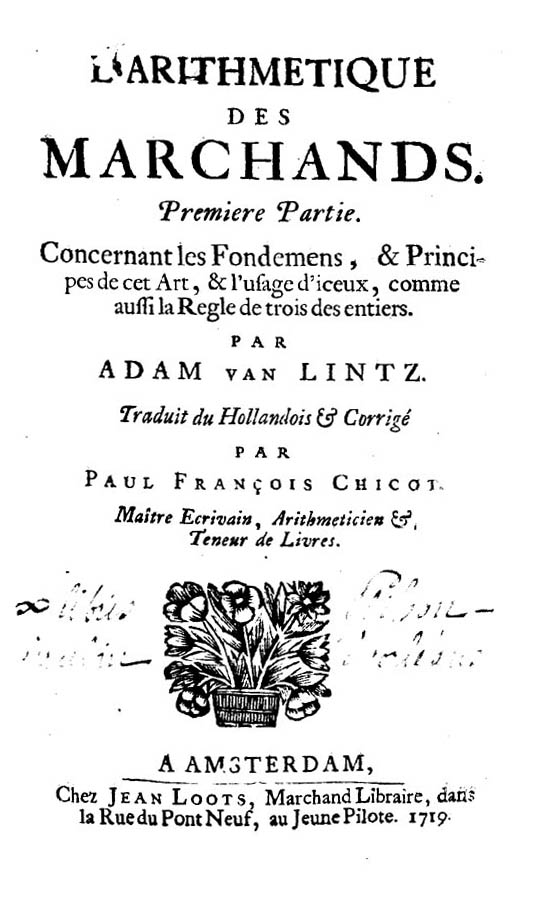
L'arithmétique des marchands

Adam van Lintz, né à Amsterdam où il meurt le 3 mars 1705, est un poète et  mathématicien néerlandais.

## Œuvres
- (nl) Zeedelyk Rym-Werk, Onderscheyden in 4 Deele, Amsterdam, Barent Visscher, 1699 (lire en ligne)
- L'arithmétique des marchands (Koopmansreekeningen), vol. 1, Amsterdam, Johan Loots, 1719 (lire en ligne)
- L'arithmétique des marchands (Koopmansreekeningen), vol. 2, Amsterdam, Johan Loots, 1719 (lire en ligne)
- L'arithmétique des marchands (Koopmansreekeningen), vol. 3, Amsterdam, Johan Loots, 1719 (lire en ligne)
- L'arithmétique des marchands (Koopmansreekeningen), vol. 4, Amsterdam, Johan Loots, 1719 (lire en ligne)